# Liste der Monuments historiques in Jonville-en-Woëvre
Die Liste der Monuments historiques in Jonville-en-Woëvre führt die Monuments historiques in der französischen Gemeinde Jonville-en-Woëvre auf.

## Liste der Objekte
| Bezeichnung               | Beschreibung                                    | Standort                        | Kennzeichnung | Schutzstatus | Datum | Bild |
| ------------------------- | ----------------------------------------------- | ------------------------------- | ------------- | ------------ | ----- | ---- |
| Skulptur Madonna mit Kind | Stein, farbig gefasst, 17. oder 18. Jahrhundert | in der Kirche St-Étienne (Lage) | PM55001933    | Inscrit      | 1980  |      |